# Amt Kleine Elster (Niederlausitz)
Urząd Kleine Elster (Niederlausitz) (niem. Amt Kleine Elster (Niederlausitz)) – urząd w Niemczech, leżący w kraju związkowym Brandenburgia, w Elbe-Elster. Siedziba urzędu znajduje się w miejscowości Massen-Niederlausitz.
W skład urzędu wchodzą cztery gminy:
1. Crinitz (dolnołuż. Krynica)
2. Lichterfeld-Schacksdorf
3. Massen-Niederlausitz (dolnołuż. Mašow)
4. Sallgast (dolnołuż. Załgózdz)